# Федосеева-Шукшина, Лидия Николаевна
Ли́дия Никола́евна Федосе́ева-Шукшина́ (род. 25 сентября 1938, Ленинград, СССР) — советская и российская киноактриса; народная артистка РСФСР (1984).

## Биография
Родилась 25 сентября 1938 года в Ленинграде, в семье Николая (умер после войны) и Зинаиды Федосеевых. Была старшей из троих детей, младшие братья Анатолий и Герман умерли. С 1946 по 1956 год училась в школе № 217 (ранее известной как Петришуле). Занималась в драмкружке Дома кино под руководством Матвея Дубровина.
В кино Лидия начала сниматься с 1955 года, её кинематографическим дебютом стала роль лаборантки в фильме режиссёра Анатолия Граника «Максим Перепелица». Первую главную роль Лидия Федосеева сыграла в фильме «Сверстницы» (1959).
В 1964 году окончила Всесоюзный государственный институт кинематографии (актёрская мастерская Сергея Герасимова и Тамары Макаровой). На съёмочной площадке фильма 1964 года «Какое оно, море?» Лидия познакомилась со своим будущим мужем — писателем, актёром и режиссёром Василием Шукшиным, за которого она вышла замуж в том же году. В фильмах мужа актриса нашла новые образы, в них она сыграла народных героинь — простых русских женщин, искренних и доверчивых, наделённых внутренней силой, таких как Нюра в картине «Печки-лавочки» (1972) и Люба Байкалова в драме «Калина красная» (1973). После смерти Шукшина в 1974 году Лидия Федосеева взяла двойную фамилию Федосеева-Шукшина.
В фильмах 1970-х годов актриса продолжила образную линию героинь Шукшина, сыграв главную роль в фильмах Сергея Никоненко «Трын-трава» (1976) и «Позови меня в даль светлую» (1977) Станислава Любшина и Германа Лаврова. В 1974—1993 годах работала в труппе Театра-студии киноактёра в Москве. Федосеева-Шукшина снялась во многих исторических фильмах: «Юность Петра» (1980), «Демидовы» (1983), «Виват-гардемарины»! (1991), «Петербургские тайны» (1994, 1998), «Графиня Шереметева» (1994), «Князь Юрий Долгорукий» (1998) и др. Среди популярных экранизаций литературных произведений с её участием — «Мёртвые души» (1984), «Вечера на хуторе близ Диканьки» (2001), «Маленькие трагедии» (1979), «Хождение по мукам» (1977), «Крейцерова соната» (1987) и др. Она играла в польских фильмах «До последней капли крови» (1979) и «Баллада о Янушике» (1987). В общей сложности у неё более 80 ролей в кино.
Выдвигалась в Госдуму Российской федерации в 1995 году в первой тройке списка ДВР-ОД.
На протяжении 16 лет до 2014 года Лидия Федосеева-Шукшина была президентом Всероссийского кинофестиваля «Виват кино России!» проходившего в Санкт-Петербурге.
21 января 2022 года в СМИ появилась информация о том, что Лидия Федосеева-Шукшина находится в городском пансионате для пожилых людей «Идиллия», где недавно был народный артист РСФСР Леонид Куравлёв.
В конце мая 2023 года перенесла инсульт.

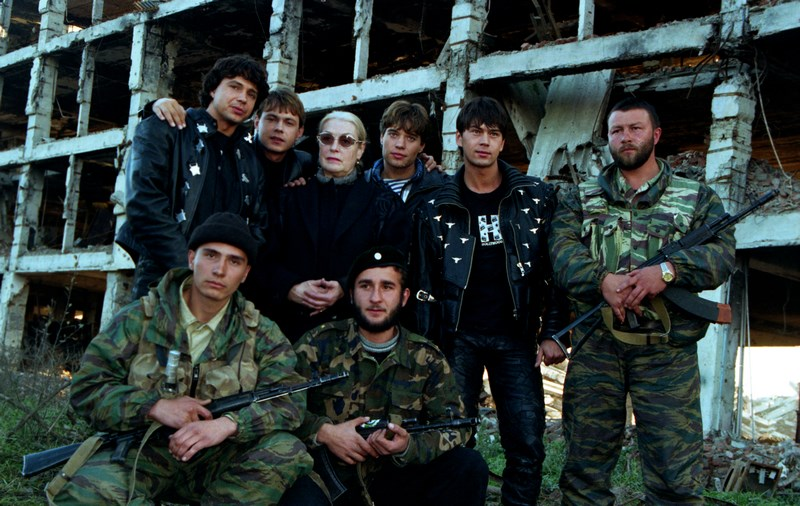
1996 год. На-На и Лидия Федосеева-Шукшина в Чечне

### Семья
- Первый муж — Вячеслав Воронин (1934—2016), актёр.
  - Дочь — Анастасия Вячеславовна Воронина-Франсишку (род. 1960). Живёт с дочерью и внуком в Хургаде.
- Второй муж — Василий Шукшин (1929—1974), писатель, кинорежиссёр, актёр, сценарист.
  - Дочь — Мария Шукшина (род. 1967), актриса, телеведущая, заслуженная артистка РФ (2008).
  - Дочь — Ольга Васильевна Шукшина (род. 1968), училась во ВГИКе.
- Третий муж — Михаил Агранович (род. 1946), кинооператор, режиссёр.
- Четвёртый муж — Марек Межеевский, польский художник, был младше Федосеевой на 16 лет.
- Пятый муж — Бари Алибасов (род. 06.06.1947), музыкант, музыкальный продюсер[6], заслуженный артист РФ (1999). (В официальном браке с 20 ноября 2018 по 2 сентября 2021 года[7]).

## Признание и награды
Государственные награды СССР и Российской Федерации:
- 1976 — Заслуженная артистка РСФСР (31 декабря 1976) — за заслуги в области советского киноискусства[8].
- 1984 — Народная артистка РСФСР.
- 1998 — орден «За заслуги перед Отечеством» IV степени (25 сентября 1998) — за большой личный вклад в развитие киноискусства[9].

Другие награды, поощрения и общественное признание:
- 1988 — нагрудный знак «За заслуги перед польской культурой» (Польша) — за роль в фильме «Баллада о Янушике».
- 2003 — Приз «Лучшая эпизодическая роль» на кинофестивале «Бригантина» за фильм «Интимная жизнь Себастьяна Бахова»
- 2009 — медаль «За заслуги перед обществом» (Алтайский край)[10].
- 2013 —  орден «За заслуги перед Алтайским краем» II степени (23 сентября 2013) — за большой вклад в популяризацию творчества писателя, кинорежиссера, актера В.М. Шукшина

## Фильмография
- 1955 — Два капитана — лаборантка
- 1955 — Максим Перепелица — лаборантка
- 1957 — К Чёрному морю — Настя, комбайнёр
- 1959 — Катя-Катюша
- 1959 — Сверстницы — Таня
- 1960 — Спасите наши души
- 1961 — Люди моей долины
- 1964 — Какое оно, море? — Настя
- 1969 — Странные люди — Лидия Николаевна
- 1971 — Даурия — сваха
- 1972 — Печки-лавочки — Нюра
- 1973 — Калина красная — Люба Байкалова
- 1974 — Птицы над городом
- 1974 — Если хочешь быть счастливым
- 1975 — Они сражались за Родину — Глаша
- 1976 — Трын-трава — Лидия
- 1976 — 12 стульев — мадам Грицацуева
- 1976 — Ключ без права передачи — Эмма Павловна, учитель химии
- 1977 — Хождение по мукам — Матрёна
- 1977 — Долги наши — Катерина
- 1977 — Позови меня в даль светлую — Груша
- 1978 — Беда — Зинаида, жена Кулигина
- 1979 — Жена ушла — Татьяна
- 1979 — Маленькие трагедии — пожилая дама
- 1980 — Вам и не снилось… — Вера, мать Романа
- 1980 — Юность Петра — сваха
- 1980 — Из жизни отдыхающих — Оксана
- 1980 — Никудышная — Марина
- 1981 — Шофёр на один рейс — Софья Макаровна Тишанова
- 1981 — До последней капли крови
- 1981 — Други игрищ и забав — Худякова
- 1981 — Что бы ты выбрал? — мама Марины
- 1981 — Два голоса — Надежда, хозяйка дома
- 1981 — Цыганское счастье — Анюта
- 1982 — Красиво жить не запретишь — В. В. Федяева
- 1982 — Два капитана — ассистентка В. Жукова
- 1982 — Предел желаний — Зоя Сергеевна
- 1983 — Гори, гори ясно… — Устиновна
- 1983 — Демидовы — царица Анна Иоанновна
- 1983 — Карантин — кассирша цирка
- 1983 — Взятка — Оловянникова
- 1983 — Талисман — Нина Георгиевна
- 1984 — Букет мимозы и другие цветы — Екатерина Терентьевна Бубнова
- 1984 — Мёртвые души — дама, просто приятная
- 1986 — По главной улице с оркестром — Лида Муравина
- 1987 — И завтра жить — Мартынова
- 1987 — Крейцерова соната — мать Лизы
- 1987 — На златом крыльце сидели — королева
- 1988 — Филиал — Вера Платоновна Сабурова
- 1988 — Баллада о Янушике (пол. Ballada o Januszku) — мать
- 1988 — Клад — Ксения Николаевна
- 1988 — Пусть я умру, господи… — Лидия Николаева
- 1988 — Следствие ведут ЗнаТоКи. Без ножа и кастета — Софья Рашидовна Нарзоева
- 1989 — Не покидай… — королева Флора
- 1989 — Любовь с привилегиями (другое название — «Городские подробности»)
- 1990 — Вечный муж — Захлебинина
- 1990 — Шапка — Зинаида Ивановна Кукушкина
- 1991 — Верный Руслан — Стюра
- 1991 — Виват, гардемарины! — графиня Чернышёва
- 1992 — Одна на миллион — Мария Фёдоровна
- 1992 — Рукопись
- 1993 — Личная жизнь королевы — Люся, жена посла России
- 1993 — Паром «Анна Каренина»
- 1994 — Графиня Шереметева — Екатерина II
- 1994 — Петербургские тайны — генеральша Амалия фон Шпильце
- 1996 — Волшебный фонарь 2 — ковбойка
- 1996 — Научная секция пилотов — Анна Вильгельмовна
- 1997 — Шизофрения
- 1998 — Князь Юрий Долгорукий — Евфросинья, сестра Кучки
- 1998 — Развязка Петербургских тайн — Амалия фон Шпильце
- 2000 — Новый год в ноябре — Величко
- 2001 — Идеальная пара — Мария Панкратовна
- 2002 — Брак по расчёту — тётя Марина
- 2002 — Русские в городе ангелов
- 2002 — Вечера на хуторе близ Диканьки — Екатерина II
- 2004 — Воры и проститутки. Приз — полёт в космос — Тина Модотти в старости
- 2004 — Даша Васильева 2 — Виолетта Павловская
- 2004 — Параллельно любви — бабушка
- 2005 — Женская интуиция — Элеонора
- 2005 — Сватовство (к/м)
- 2006 — Папа на все руки — тёща
- 2006 — Парк советского периода — Елизавета Петровна Иванова
- 2008 — Начать сначала. Марта — Марья Ивановна
- 2008 — Свеча с гроба господня
- 2009 — Террористка Иванова — Алевтина Петровна Блинова, судья
- 2009 — Сердце матери — Екатерина Петровна, мать следователя Веры Игоревны Гурьяновой
- 2010 — Женить миллионера — Нина Петровна
- 2010 — Пизанская башня — мать Ольги
- 2013 — Секс, кофе, сигареты
- 2014 — Линия Марты — Марта Галанчик
- 2018 — Макмафия — мать Вадима Калягина

### Киножурнал «Ералаш»
- 1997 — Выпуск № 117 (сюжет «Братан») — Лидия Николаевна, учительница
- 2001 — Выпуск № 144 (сюжет «Счастливо оставаться!») — Людмила Фёдоровна, завуч

### Киножурнал «Фитиль»
- 2004 — Выпуск № 12 (новелла «Психологика») — Олимпиада Васильевна

## Озвучивание мультфильмов
- 1990 — Чудовище — тётя Маша

## Документальные фильмы и телепередачи
- «Лидия Федосеева-Шукшина. „О любви, о детях, о себе…“» («Первый канал», 2008)[11]
- «Лидия Федосеева-Шукшина. „Непредсказуемая роль“» («ТВ Центр», 2008)[12]
- «Печки – лавочки Лидии Шукшиной» («История», 2009).
- «Лидия Федосеева-Шукшина. „Моё женское счастье“» («Первый канал», 2013)[13]
- «Мужчины Лидии Федосеевой-Шукшиной» («ТВ Центр», 2019)[14].